# 3920-as busz
A 3920-as jelzésű autóbuszvonal Sátoraljaújhely és környékének egyik helyközi járata, amit a Volánbusz Zrt. lát el Sátoraljaújhely vasútállomás és Kisrozvágy között, útvonalára számos kistelepülést is felfűz.

## Közlekedése
A járat a Borsod-Abaúj-Zemplén vármegyei sátoraljaújhelyi járás székhelyének, Sátoraljaújhelynek a forgalmas vasútállomását köti össze a Bodrogközben található Kisrozvágy településsel. Útja során egyes járatai betérnek Felsőbereckibe, Tiszakarádra, Bodroghalomba, vagy akár a járásközpont Cigándra, a teljes útvonalat egyetlen indítás sem járja végig. Napi fordulószáma átlagosnak mondható.
Ezen járat biztosítja Bodroghalom és Tiszakarád között a kapcsolatot.

## Megállóhelyei
| 0  | Sátoraljaújhely, vasútállomás végállomás | 62 | 1449, 3729, 3870, 3881, 3900, 3901, 3903, 3905, 3907, 3909, 3919, 3923, 3924, 3925, 3929, 3930 személyvonat, sebesvonat, IC |
| 1  | Sátoraljaújhely, Kossuth utca 33.; 40.   | 61 | 3870, 3871, 3900, 3901, 3903, 3905, 3907, 3909, 3919, 3923, 3925, 3929                                                      |
| 2  | Sátoraljaújhely, Hősök tere              | 60 | 3870, 3871, 3900, 3901, 3903, 3905, 3907, 3909, 3919, 3923, 3925, 3929                                                      |
| 3  | Sátoraljaújhely, Vasvári Pál utca        | ∫  | 3870, 3900, 3901, 3903, 3905, 3907, 3919, 3929, 3930                                                                        |
| 4  | Sátoraljaújhely, Szlovák iskola          | ∫  | 3909, 3919 |
| 5  | Sátoraljaújhely, Vasvári Pál utca        | ∫  | 3870, 3900, 3901, 3903, 3905, 3907, 3919, 3929, 3930                                                                        |
| 6  | Sátoraljaújhely, ÉMKK telep bejárati út  | 59 | 3919, 3924, 3925 |
| 7  | Felsőberecki, rév                        | 58 | 3919, 3923, 3924, 3925 |
| 8  | Alsóberecki, Petőfi utca                 | 57 | 3919, 3923, 3924, 3925 |
| 9  | Alsóberecki, Petőfi utca 34.             | 56 | 3919, 3925 |
| 10 | Felsőberecki, Kossuth utca 97.           | 55 | 3919, 3925 |
| 11 | Felsőberecki, községháza                 | 54 | 3919, 3925 |
| 12 | Felsőberecki, Kossuth utca 97.           | 53 | 3919, 3925 |
| 13 | Alsóberecki, Petőfi utca 34.             | 52 | 3919, 3925 |
| 14 | Alsóberecki, iskola                      | 51 | 3919, 3925 |
| 15 | Alsóberecki, autóbusz-váróterem          | 50 | 3919, 3923, 3924, 3925 |
| 16 | Alsóberecki, Kossuth utca                | 49 | 3923, 3924, 3925 |
| 17 | Bodroghalmi elágazás                     | 48 | 3872, 3873, 3875, 3923, 3924, 3925                                                                                          |
| 18 | Bodroghalom, felső                       | 47 | 3872, 3873, 3875, 3923, 3925                                                                                                |
| 19 | Bodroghalom, temető                      | 46 | 3872, 3873, 3875, 3923, 3925                                                                                                |
| 20 | Bodroghalom, községháza                  | 45 | 3872, 3873, 3875, 3923, 3925                                                                                                |
| 21 | Bodroghalom, Szabadság utca 45.          | 44 | 3872, 3873, 3875, 3923, 3925                                                                                                |
| 22 | Bodroghalom, alsó                        | 43 | 3872, 3873, 3875, 3923, 3925                                                                                                |
| 23 | 6,7 km-szelvény (tsz-major)              | 42 | |
| 24 | Tiszakarádi elágazás                     | 41 | 3878, 3879, 3880, 3888, 3923                                                                                                |
| 25 | Tiszakarád, malom                        | 40 | 3879, 3880, 3888, 3923 |
| 26 | Tiszakarád, Rákóczi utca 71.             | 39 | 3879, 3880, 3888, 3923 |
| 27 | Tiszakarád, Budai Nagy Antal utca 5.     | 38 | 3879, 3880, 3888, 3923 |
| 28 | Tiszakarád, Dózsa tér                    | 37 | 3879, 3880, 3888, 3923 |
| 29 | Tiszakarád, Budai Nagy Antal utca 5.     | 36 | 3879, 3880, 3888, 3923 |
| 30 | Tiszakarád, Rákóczi utca 71.             | 35 | 3879, 3880, 3888, 3923 |
| 31 | Tiszakarád, malom                        | 34 | 3879, 3880, 3888, 3923 |
| 32 | Tiszakarádi elágazás                     | 33 | 3878, 3879, 3880, 3888, 3923                                                                                                |
| 33 | 6,7 km-szelvény (tsz-major)              | 32 | |
| 34 | Bodroghalom, alsó                        | 31 | 3872, 3873, 3875, 3923, 3925                                                                                                |
| 35 | Bodroghalom, Szabadság utca 45.          | 30 | 3872, 3873, 3875, 3923, 3925                                                                                                |
| 36 | Bodroghalom, községháza                  | 29 | 3872, 3873, 3875, 3923, 3925                                                                                                |
| 37 | Bodroghalom, temető                      | 28 | 3872, 3873, 3875, 3923, 3925                                                                                                |
| 38 | Bodroghalom, felső                       | 27 | 3872, 3873, 3875, 3923, 3925                                                                                                |
| 39 | Bodroghalmi elágazás                     | 26 | 3872, 3873, 3875, 3923, 3924, 3925                                                                                          |
| 40 | Karos, Nemzeti Emlékpark                 | 25 | 3872, 3873, 3923, 3924, 3925                                                                                                |
| 41 | Karos, autóbusz-váróterem                | 24 | 3872, 3873, 3923, 3924, 3925                                                                                                |
| 42 | Karos, felső bejárati út                 | 23 | 3872, 3873, 3923, 3924, 3925                                                                                                |
| 43 | Becskedtanya                             | 22 | 3872, 3873, 3923, 3924, 3925                                                                                                |
| 44 | Karcsa, takarékszövetkezet               | 21 | 3872, 3873, 3923, 3924, 3925                                                                                                |
| 45 | Karcsa, községháza                       | 20 | 3872, 3873, 3923, 3924, 3925                                                                                                |
| 46 | Karcsa, Kossuth utca                     | 19 | 3872, 3873, 3923, 3924, 3925                                                                                                |
| 47 | Pácin, Köböltó utca 14.                  | 18 | 3872, 3873, 3923, 3924, 3925                                                                                                |
| 48 | Pácin, Várkastély                        | 17 | 3872, 3873, 3923, 3924, 3925                                                                                                |
| 49 | Pácin, posta                             | 16 | 3872, 3873, 3923, 3924, 3925                                                                                                |
| 50 | Pácin, Mogyorósi utca                    | 15 | 3872, 3873, 3923, 3924, 3925                                                                                                |
| 51 | Cigándi útelágazás                       | 14 | 3872, 3873, 3923, 3924, 3925                                                                                                |
| 52 | Szennatanya                              | 13 | 3925 |
| 53 | Bélatanya                                | 12 | 3925 |
| 54 | Cigánd, szabadidő-központ                | 11 | 3878, 3879, 3880, 3887, 3888, 3923, 3925                                                                                    |
| 55 | Cigánd, Hősök tere                       | 10 | 3878, 3879, 3880, 3887, 3888, 3925                                                                                          |
| 56 | Cigánd, autóbusz-forduló                 | 9  | 3880, 3925 |
| 57 | Cigánd, Hősök tere                       | 8  | 3878, 3879, 3880, 3887, 3888, 3925                                                                                          |
| 58 | Cigánd, szabadidő-központ                | 7  | 3878, 3879, 3880, 3887, 3888, 3923, 3925                                                                                    |
| 59 | Bélatanya                                | 6  | 3925 |
| 60 | Szennatanya                              | 5  | 3925 |
| 61 | Cigándi útelágazás                       | 4  | 3872, 3873, 3923, 3924, 3925                                                                                                |
| 62 | Kisbelsőtanya                            | 3  | 3872, 3873, 3923, 3924, 3925                                                                                                |
| 63 | Nagyrozvágy, autóbusz-váróterem          | 2  | 3872, 3873, 3923, 3924, 3925                                                                                                |
| 64 | Nagyrozvágy, községháza                  | 1  | 3872, 3873, 3923, 3924, 3925                                                                                                |
| 65 | Kisrozvágy, vegyesbolt végállomás        | 0  | 3872, 3873, 3923, 3924, 3925                                                                                                |